# Hime

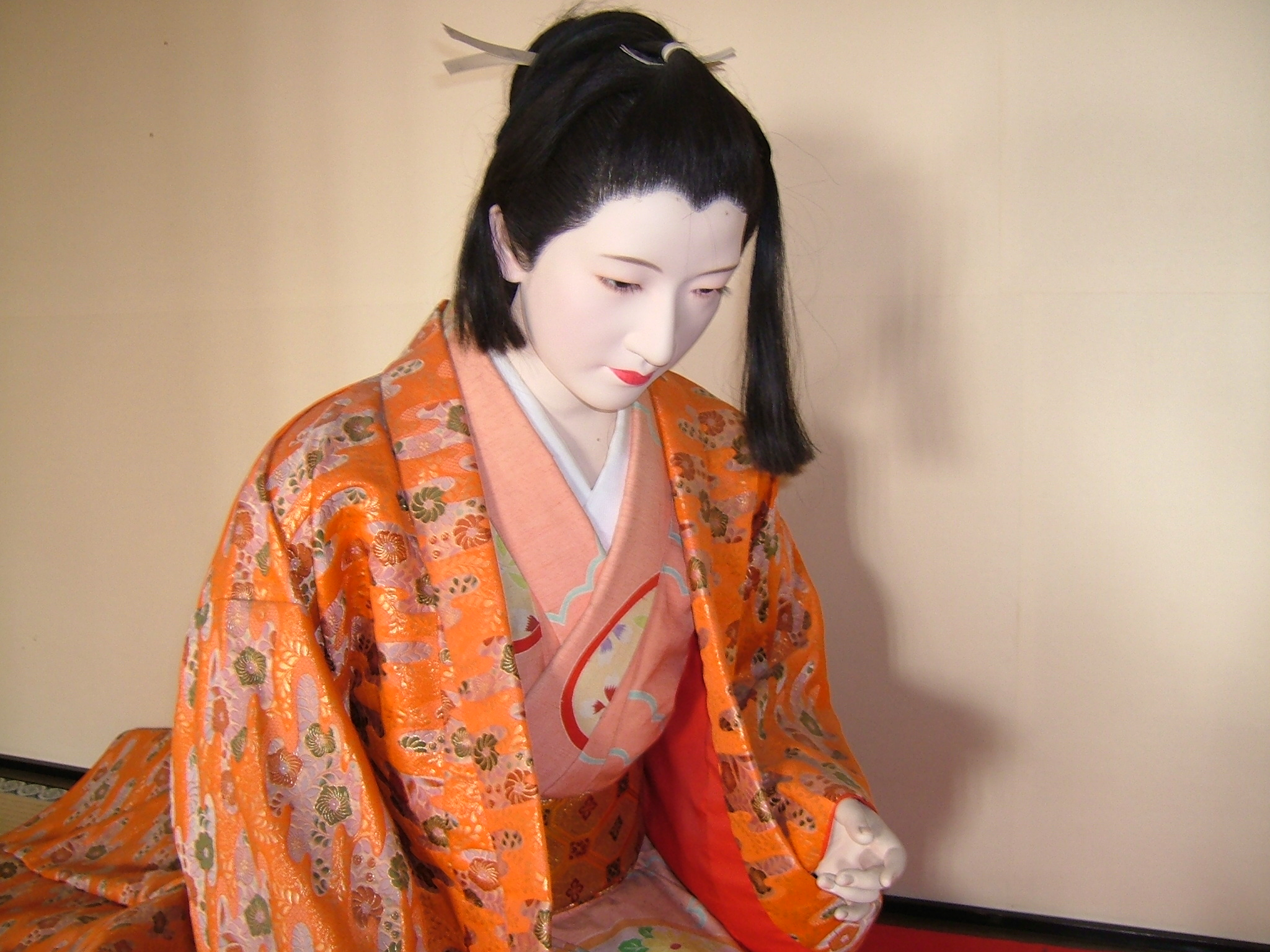
Sen-hime (千 姫) (Thiên cơ), Trưởng nữ của tướng quân Tokugawa Hidetada

Hime (姫; [çime] (Hán việt: cơ) là từ trong tiếng Nhật có nghĩa là "công chúa", hay còn được hiểu theo nghĩa đen là "Thiếu nữ", là danh hiệu dành cho phụ nữ thuộc tầng lớp  quý tộc. Con gái của một vị vua trên thực tế được gọi bằng các danh xưng khác, ví dụ như Ōjo (王女, Vương nữ), theo nghĩa đen là con gái của vua, mặc dù Hime cũng có thể được sử dụng thay thế cho danh vị Ōjo.
Từ Hime ban đầu dùng để chỉ một người phụ nữ xinh đẹp. Từ trái nghĩa của Hime là Shikome (醜女)(Xú nữ), nghĩa đen là "người đàn bà xấu xí", mặc dù nó là từ cổ  và hiếm khi được sử dụng. Hime cũng có thể biểu thị cho giới tính nữ hoặc đơn giản là "bé, nhỏ" khi được sử dụng cùng với các từ khác, chẳng hạn như Hime-gaki (một hàng rào thấp).
Hime thường được xem là một phần của tên một vị nữ thần trong thần thoại Nhật Bản, như Toyotama-hime. Kanji được áp dụng cho từ Hime là 比 売 hoặc chứ không phải là 毘売, và cũng dùng với 姫. Từ chỉ giới tính nam của Hime là Hiko (彦, 比古 hoặc 毘古), cũng được coi là một phần của tên các vị nam thần  Nhật Bản, như Saruta-hiko. Không giống như Hime, Hiko là người trung lập, không phải từ cổ và vẫn thường được sử dụng trong tên một người đàn ông Nhật Bản thời kì hiện đại, ví dụ như Nobuhiko Takada.
Thông thường, một "Hime" sẽ trải qua một buổi lễ, trong đó cô ta được coi là "Daoshi" và sau đó tiếp nhận danh vị " Hime". Nghi lễ tương tự như trà đạo Nhật Bản, và thường kéo dài đến 3 giờ.

## Tục ngữ
Câu nói Ichi hime ni taro ("Em bé đầu lòng, một bé gái. Em bé thứ hai, một bé trai ") ban đầu có nghĩa là có con gái trước và bé trai thứ hai dễ dàng hơn với người mẹ khi người mẹ có được kinh nghiệm trước khi nuôi dưỡng một bé trai. Tuy nhiên, với mỗi hộ gia đình có ít con, điều này thường bị nhầm lẫn là có "một gái và hai trai" hoặc ba con. Điều này là do "ichi" có nghĩa là "một" trong tiếng Nhật và "ni" có nghĩa là "hai" trong tiếng Nhật, và do đó có thể được đọc là "Một cô gái, hai chàng trai".

## Cách sử dụng
Trong khi nhiều người sử dụng tên Hime để chỉ những người mang địa vị cao quý, một số ít vẫn sử dụng nó như tên của một cô gái. Do đó, một số tên kết hợp từ Hime hoặc một cô gái cũng sẽ được người khác gọi là Hime.

## Tên dùng trong lịch sử
- Himiko (một số người tin rằng Himiko là phiên âm từ tiếng Nhật sang tiếng Trung của Himemiko hoặc mang nghĩa là " nữ pháp sư")
- Soga no Kitashihime (phối ngẫu của Thiên hoàng Kinmei)

### Trongthời kỳ Chiến quốc
- Nōhime (vợ của Oda Nobunaga)
- Ichi Hime (姫) (em gái của Oda Nobunaga)
- Megohime (姫) (vợ của Date Masamune)
- Koma Hime (姫) (con gái của Mogami Yoshiaki)
- Gotoku Hime (徳) (con gái của Oda Nobunaga)
- Iroha Hime (八 姫) (con gái của Date Masamune)
- Toku Hime 督 姫） (con gái thứ hai của Tokugawa Ieyasu)
- Hosokawa Gracia (con gái của Akechi Mitsuhide)
- Senhime (Công chúa Sen, con gái lớn shougun Tokugawa Hidetada)
- Komatsuhime (con gái của Honda Tadakatsu)
- Yodo-dono (con gái của Ichi Hime (市 姫))
- Hatsu Hime (初 姫) (con gái của Ichi Hime (市 姫))
- Oeyo (con gái của Ichi Hime (), vợ của Tokugawa Hidetada)
- Tachibana Ginchiyo (con gái của Tachibana Dōsetsu)
- Mah Hime (姫) (con gái của Maeda Toshiie)
- Go - hime (姫) (con gái của Maeda Toshiie)

### Trong văn chương
- Kaguya-hime (Công chúa mặt trăng);nhân vật chính trong Taketori Monotogari, một  câu chuyện dân gian của Nhật Bản
- Kiyo-hime (清 姫)
- Tsubaki-hime (姫, bản dịch tiếng Nhật phổ biến của tác phẩm tiếng Pháp The Lady of the Camellias hay Trà Hoa nữ)

### Trong văn hóa đại chúng
- Mutsumi Otohime từ bộ truyện tranh và phim hoạt hình Love Hina, người được đặt tên từ Toyotama-hime aka Otohime.
- Shikabane Hime là một bộ truyện tranh Nhật Bản và một bộ phim truyền hình anime
- Anmitsu Hime (The Sugar Princess, anime và manga)
- Mononoke Hime (Công chúa Mononoke, phim)
- Hime, nhân vật chính trong bộ anime và manga Princess Resurrection.
- Sakura Hime Kaden, một bộ truyện tranh của Arina Tanemura
- Fushigiboshi no Futagohime, một bộ phim hoạt hình Nhật Bản
- Kuragehime, (Princess Jellyfish, anime và manga)
- Tsunade-hime, một nhân vật trong truyện tranh Naruto
- Orihime Inoue, một nhân vật trong manga Bleach
- Ryūgū Otohime, một nhân vật trong bộ tiểu thuyết kami-san
- Tsukihime, một cuốn tiểu thuyết hình ảnh sau đó được chuyển thể thành anime Lunar Legend Tsukihime
- Crunchyroll-hime, linh vật cho dịch vụ phát trực tuyến anime Crunchyroll.

### Lâu đài
- Lâu đài Himeji